# Cabera posteropuncta
Cabera posteropuncta är en fjärilsart som beskrevs av Barend J. Lempke 1939. Cabera posteropuncta ingår i släktet Cabera och familjen mätare. Inga underarter finns listade i Catalogue of Life.